# Osowo Małe
Osowo Małe (dodatkowa nazwa w j. kaszub. Môłé Òsowò; niem. Klein Ossowo, dawniej Zaosow) – osada kaszubska w Polsce, na Pojezierzu Bytowskim, w rejonie Kaszub zwanym Gochami, położona w województwie pomorskim, w powiecie bytowskim, w gminie Lipnica. 
W latach 1975–1998 miejscowość administracyjnie należała do województwa słupskiego.